# Achilles de Khotinsky
Achilles de Khotinsky (Sint-Petersburg, 1850 - Verenigde Staten, 1933) was een Russisch uitvinder en ondernemer. Op 24 december 1883 richtte hij te Rotterdam de eerste Nederlandse accu- en gloeilampenfabriek op onder de naam: NV Elektriciteits-Maatschappij, Systeem 'de Khotinsky`.

## Beginjaren
In 1869 voltooide hij zijn officiersopleiding aan de Keizerlijke Marine Academie te Sint-Petersburg, ging daarna elektrotechniek studeerde en ontwikkelde tevens een aantal apparaten voor de marine, zoals ontstekingsmechanismen voor torpedo's en in 1872 het eerste zoeklicht dat ooit op een oorlogsschip werd aangebracht.
Tijdens de Russisch-Turkse oorlog werd hij, in 1878, uitgezonden naar de Verenigde Staten om toezicht te houden op de bouw van drie kruisers. Aangezien hij geïnteresseerd was in de ontwikkeling van de gloeilamp bracht hij een bezoek aan Thomas Edison en aan Hiram Stevens Maxim, uitvinder van het machinegeweer en eveneens bij gloeilampen betrokken.
Terug in Rusland werd hij hoofdingenieur bij de fabriek van Pavel Jablotsjkov, die booglampen voor straatverlichting vervaardigde. In 1881 ging hij naar Parijs om daar voor Jablotsjkov een gloeilampenfabriek op te richten. Ook bezocht hij Londen in 1882. Hij vond ondertussen ook een nieuw type accu uit.

## Rotterdam
Aangezien er een aanslag op Tsaar Alexander II was gepleegd en daartoe mijnen werden gebruikt die voorzien waren van zijn ontstekingsmechanisme, vond hij het raadzaam om niet naar Rusland terug te keren. Hij werd uitgenodigd om naar Rotterdam te komen, waar hij in 1883 arriveerde. Met financiële steun van Wilhelm Schöffer, een Rotterdamse koffiehandelaar, begon hij op het Noordereiland met zijn elektriciteitsmaatschappij. Deze was gevestigd aan de Prins Hendrikkade. In 1884 voer hij met een bootje de Nieuwe Maas over om met een aantal opgeladen accu's het handelskwartier van Rotterdam te verlichten. Feitelijk wilde hij daar enkele centraalstations bouwen voor de elektriciteitsproductie. Daar zouden de accu's dan worden opgeladen, want vervoer per boot was bezwaarlijk, door het klotsende accuzuur. In 1884 produceerde hij de eerste Nederlandse gloeilamp en in 1885 kwam de eerste verkoopbare gloeilamp op de markt. De productiecapaciteit bedroeg aanvankelijk 300 lampen per dag.
Een vergunning voor het bouwen van vier centraalstations werd echter geweigerd, daar de Gemeentebedrijven op het monopolie aasden. Slechts een beperkte vergunning werd, in 1885, verleend voor een kleine elektriciteitscentrale aan de Bloempjes. Daarom vertrok hij in 1888 naar Gelnhausen bij Keulen, mede om de hoge Duitse invoerrechten te omzeilen. De proefcentrale bleef nog tot 1895 in werking, terwijl de Rotterdamse fabriek nog tot 1891 bleef produceren. Ex-werknemers stichtten later in Nijmegen een gloeilampenfabriek.

## Amerika
Op 2 december 1891 vertrok De Khotinsky naar de Verenigde Staten. Direct na zijn vertrek brandde de fabriek in Gelnhausen af, maar deze werd weer opgebouwd. Achilles de Khotinsky werd mede-directeur van de Germania Electric Company te Boston. Deze fabriek moest echter spoedig weer sluiten vanwege de bescherming van Thomas Edisons octrooien in de Verenigde Staten. Hierna begon De Khotinsky een wetenschappelijke loopbaan aan de universiteiten van Chicago en Michigan.